# Popcorn Time
Popcorn Time je multiplatformní BitTorrentový klient, který obsahuje integrovaný přehrávač videí. Aplikace poskytuje bezplatnou alternativu pro služby jako např. Netflix. Popcorn Time používá sekvenční stahování pro streamování videa z několika torrentových stránek.

## Funkčnost

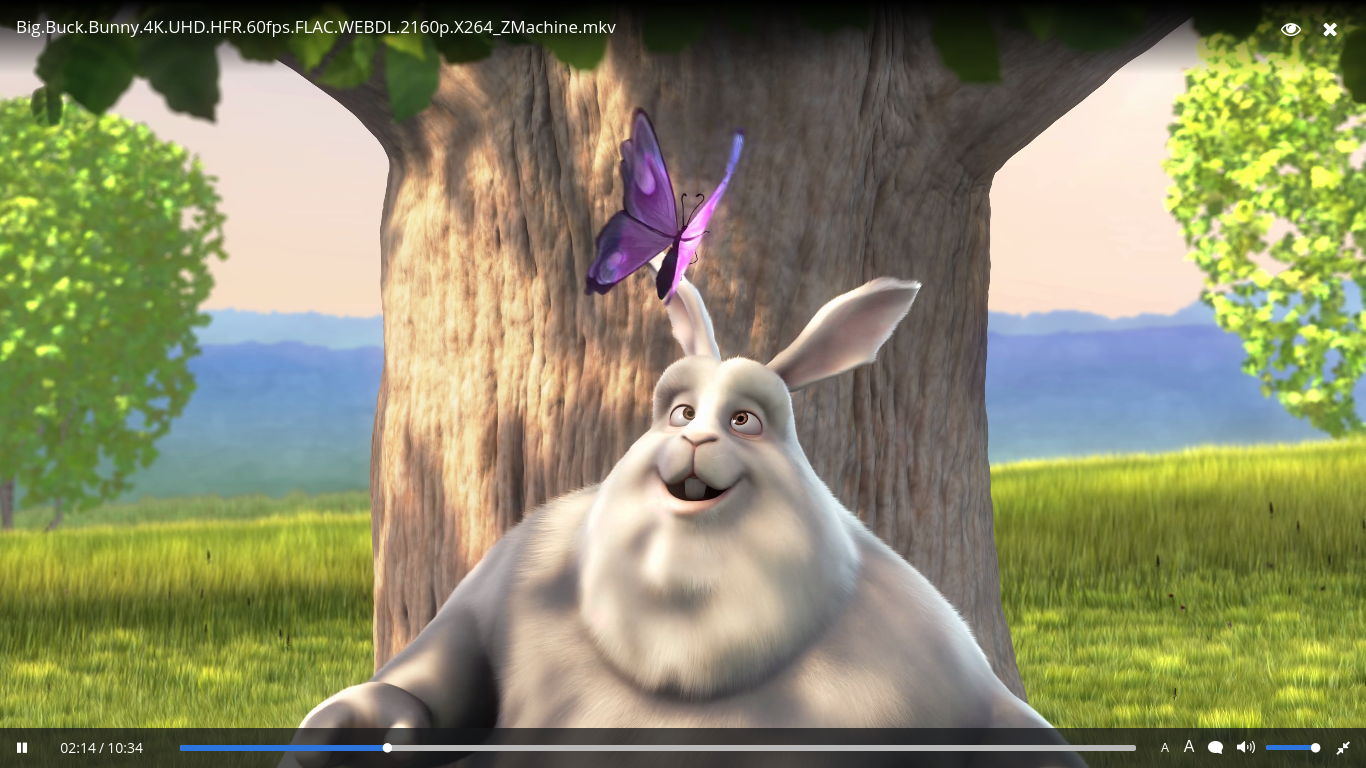
Big Buck Bunny v Popcorn Time 0.3.8

Popcorn Time zobrazuje náhledy a tituly filmů v seznamu médií podobným způsobem jako Netflix. V tomto seznamu lze vyhledávat a procházet jej podle žánrů nebo kategorií. Když uživatel klikne na jeden z titulů, film je stáhnut přes BitTorrent protokol. 